# Battaglia di Osan
La battaglia di Osan (in lingua coreana 오산 전투) è stato il primo combattimento tra le forze degli Stati Uniti d'America e della Corea del Nord nella guerra di Corea, il 5 luglio 1950. La Task Force Smith, una task force statunitense di 400 soldati di fanteria con il supporto di una batteria di artiglieria, fu trasferita a Osan, a sud di Seul, capitale della Corea del Sud, con l'ordine di combattere l'esercito nord coreano, al fine di rallentarne l'avanzata per permettere l'arrivo di rinforzi americani per formare una linea difensiva più forte nel sud della penisola. La task force aveva una scarsa dotazione di armi di artiglieria controcarri e di efficaci armi controcarri per la fanteria, essendo equipaggiata soltanto con bazooka obsoleti e di alcuni fucili senza rinculo da 57 mm. Fatta eccezione per un numero limitato di proiettili HEAT per gli obici da 105-mm, altre armi capaci di fronteggiare efficacemente i carri armati nordcoreani T-34 di fabbricazione sovietica non erano state distribuite alle truppe dell'Esercito degli Stati Uniti in Corea.
Una colonna nordcoreana con carri armati sovietici T-34 sopraffece la task force americana durante i primi scontri e continuò l'avanzata verso sud. Dopo lo sfondamento della linea statunitense, la task force dovette fronteggiare circa 5000 soldati nordcoreani che si stavano avvicinando alle loro posizioni, rallentandoli temporaneamente. Le truppe nordcoreane però, tramite manovre di aggiramento, attaccarono i fianchi delle posizioni delle forze armate americane costringendole a una ritirata disordinata.

## Antefatti

### Scoppio della guerra
Nella notte nel 25 giugno 1950, dieci divisioni dell'Armata del popolo coreano lanciarono un'offensiva su larga scala verso sud invadendo la confinante Repubblica di Corea. Circa 89 000 uomini suddivisi in 6 colonne, riuscirono a sorprendere le Forze Armate della Repubblica di Corea che furono messe in rotta. Il piccolo esercito sudcoreano soffriva di carenze nella preparazione e nell'equipaggiamento, ed era totalmente impreparato per un conflitto. L'esercito nordcoreano invece, numericamente superiore, distrusse con facilità le isolate resistenze dei 38 000 soldati sudcoreani e iniziò un'avanzata costante verso sud. Gran parte dell'esercito sudcoreano si ritirò di fronte all'invasore, con il risultato che Seul, la capitale della Corea del Sud fu catturata il 28 giugno, costringendo il governo e ciò che restava dell'esercito a un'ulteriore ritirata verso sud.
Per evitare la totale disfatta dello stato sudcoreano, il Consiglio di Sicurezza delle Nazioni Unite approvò l'invio di forze militari. La Settima Flotta degli Stati Uniti inviò la Task Force 77, guidata dalla fleet carrier USS Valley Forge; la Far East Fleet inglese inviò numerose navi, inclusa la MS Triumph, per provvedere un supporto aereo e marittimo. Sebbene fosse stato attuato un blocco navale della Corea del Nord e furono impiegate le forze aeree per rallentare l'esercito nordcoreano, questi sforzi da soli non riuscirono ad arrestarne la schiacciante forza e la loro avanzata verso sud. Il presidente degli Stati Uniti, Harry S. Truman ordinò quindi l'impiego di truppe di terra in aggiunta alle forze aeree. Le forze armate americane nell'Estremo Oriente, tuttavia, avevano subito un declino costante dal termine della seconda guerra mondiale cinque anni prima e l'unità più vicina era la 24th Infantry Division dell'Ottava Armata degli Stati Uniti, con sede in Giappone. Inoltre, i tagli sulla spesa militare portarono la divisione ad essere sotto organico e ad usare un equipaggiamento obsoleto.
Il comandante della divisione, maggior generale William F. Dean indicò il 21st Infantry Regiment come il più pronto al combattimento dei tre reggimenti componenti la 24th Infantry Division. Il generale Dean decise di mandare il 1º Battaglione del 21st Infantry in quanto comandato dal tenente colonnello Charles Bradford Smith, uomo di forte esperienza avendo combattuto alla battaglia di Guadalcanal, durante la seconda guerra mondiale. Tramite un ponte aereo, i C-54 Skymaster statunitensi trasferirono gli uomini in Corea, sotto il comando di Smith. Il battaglione si schierò rapidamente per bloccare l'avanzata delle forze della Corea del Nord, effettuando un'azione di mantenimento, per permettere al resto della divisione di essere trasferito in Corea del Sud via mare.

### Task Force Smith
(Gli ordini del maggior generale William F. Dean's al colonnello Smith)

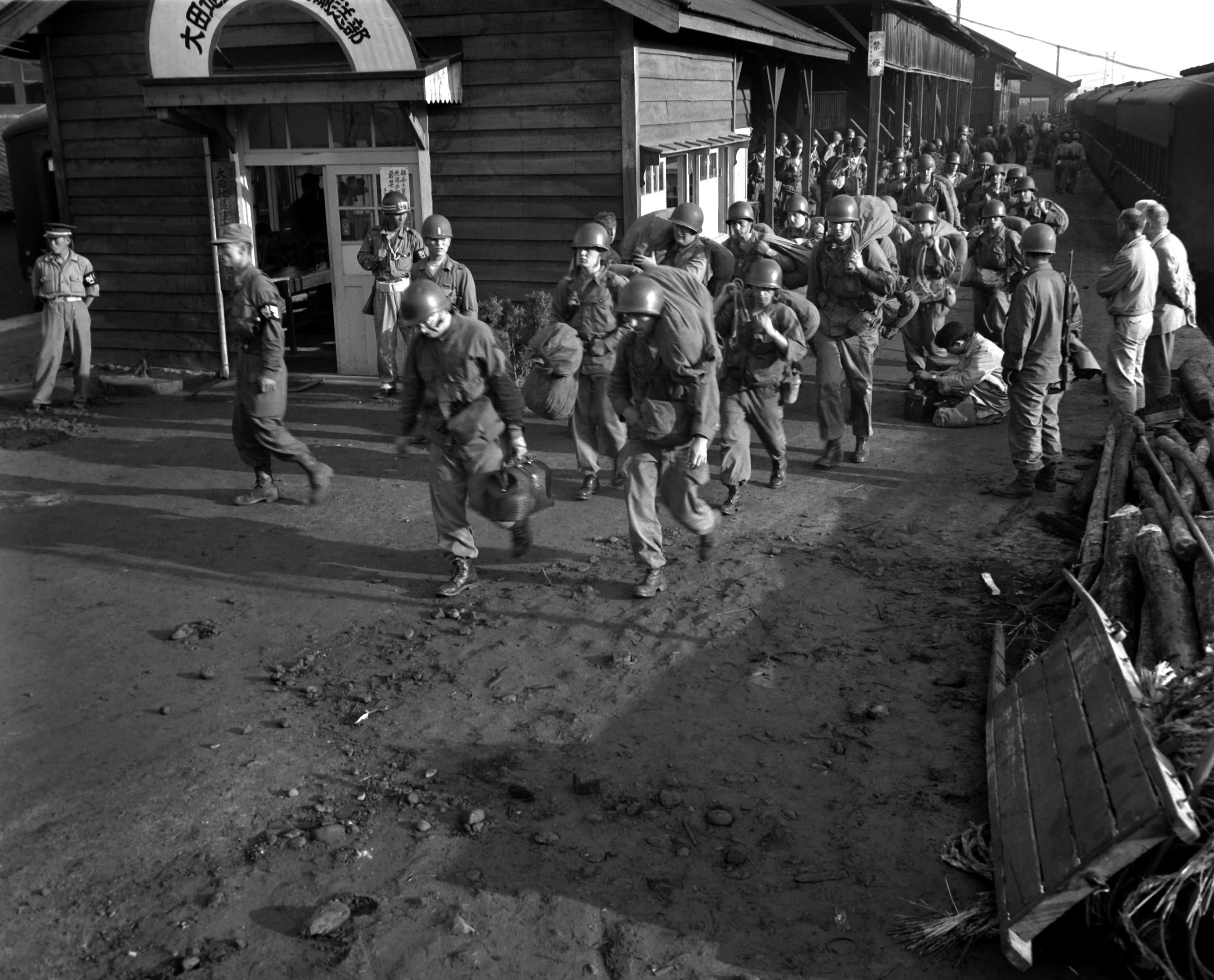
La Task Force Smith al suo arrivo in Corea

Le prime unità della 24th Infantry Division lasciarono la base aerea di Itazuke in Giappone il 30 giugno. La Task Force Smith, dal nome del suo comandante, consisteva in 406 uomini del 1st Battalion del 21st Infantry Regiment e 134 uomini della 52nd Field Artillery Battalion sotto il comando del Tenente Colonnello Miller O. Perry. Gli uomini erano però tutti sotto organico e malamente equipaggiati: il 1st Battalion della 21st Infantry contava solo due compagnie di fanteria (Compagnie B e C), in contrasto con il regolamento militare che prevedeva 3 compagnie per battaglione. Il battaglione inoltre aveva metà del numero di truppe richieste, metà del plotone addetto alle comunicazioni e metà di quello addetto alle armi pesanti, che, inoltre, era armato con solo sei vecchi M9A1 Bazooka, due fucili senza rinculo da 75 mm, due mortai da 107 mm e quattro mortai da 60 mm. La batteria di artiglieria da campo invece, che formava tutto il supporto d'artiglieria per l'intera task force, era armata con sei obici da 105 mm. Purtroppo però, questi obici erano dotati di 1200 proiettili HE, ad alto potenziale esplosivo ma del tutto inefficaci di penetrare le corazze dei carri armati. Solamente sei esplosivi ad alto potenziale contro carri (HEAT) erano in dotazione all'intera batteria e tutti all'obice numero 6, posizionato più avanti rispetto agli altri cinque. Gli uomini disponevano anche di quattro mitragliatrici M2 Browning calibro 50.
Gran parte dei soldati della task force erano molto giovani, con nessuna esperienza sul campo e solamente con un addestramento base di otto settimane. Solamente un terzo degli ufficiali aveva esperienze di combattimento derivante dalla Seconda Guerra Mondiale, e soltanto un sesto dei soldati semplici aveva esperienza diretta sul campo di battaglia. Ciò nonostante, in molti si offrirono volontari per la task force. I soldati erano equipaggiati con solamente 120 munizioni e due giorni di cibo sotto forma di C-rations.
Il 1 luglio la Task Force Smith completò il trasferimento in Corea del Sud e stabilì il proprio quartier generale a Taejon. In breve tempo gli uomini dovettero spostarsi a nord tramite treni e camion per opporsi all'esercito nordcoreano. La Task Force Smith era una delle prime piccole unità operative che gli Stati Uniti inviarono in Corea per cercare di rallentare il più possibile l'avanzata nemica, per guadagnare tempo e far giungere i rinforzi americani nella penisola; in particolare il suo compito era di raggiungere le posizioni più a nord possibili ed arginare l'avanzata nemica così da permettere ai commilitoni della 24th Infantry Division di raggiungerli e fungere da rinforzo. Il comandante della 24th Division, William F. Dean, ordinò personalmente a Smith di fermare i nordcoreani lungo la strada da Suwon e "il più lontano possibile da Pusan."
Tre giorni dopo, il 4 luglio, venivano innalzate due colline a ridosso della strada a nord del villaggio di Osan, 9,7 km a sud di Suwon e circa 40 km a sud di Seul. Queste piccole alture misuravano 91 metri al di sopra della strada, consentendo una visibilità quasi completa verso Suwon. Gli uomini si disposero lungo la strada con le formazioni di fanteria sulle due colline, cinque dei sei obici furono posizionati 1,6 km più indietro e il sesto (con i proiettili HEAT) a metà tra i due raggruppamenti. Una pioggia battente impediva il supporto aereo quindi i comandanti Smith e Perry organizzarono al meglio la batteria di artiglieria, nella speranza che fosse ugualmente efficace.

## La battaglia

### La colonna di carri armati

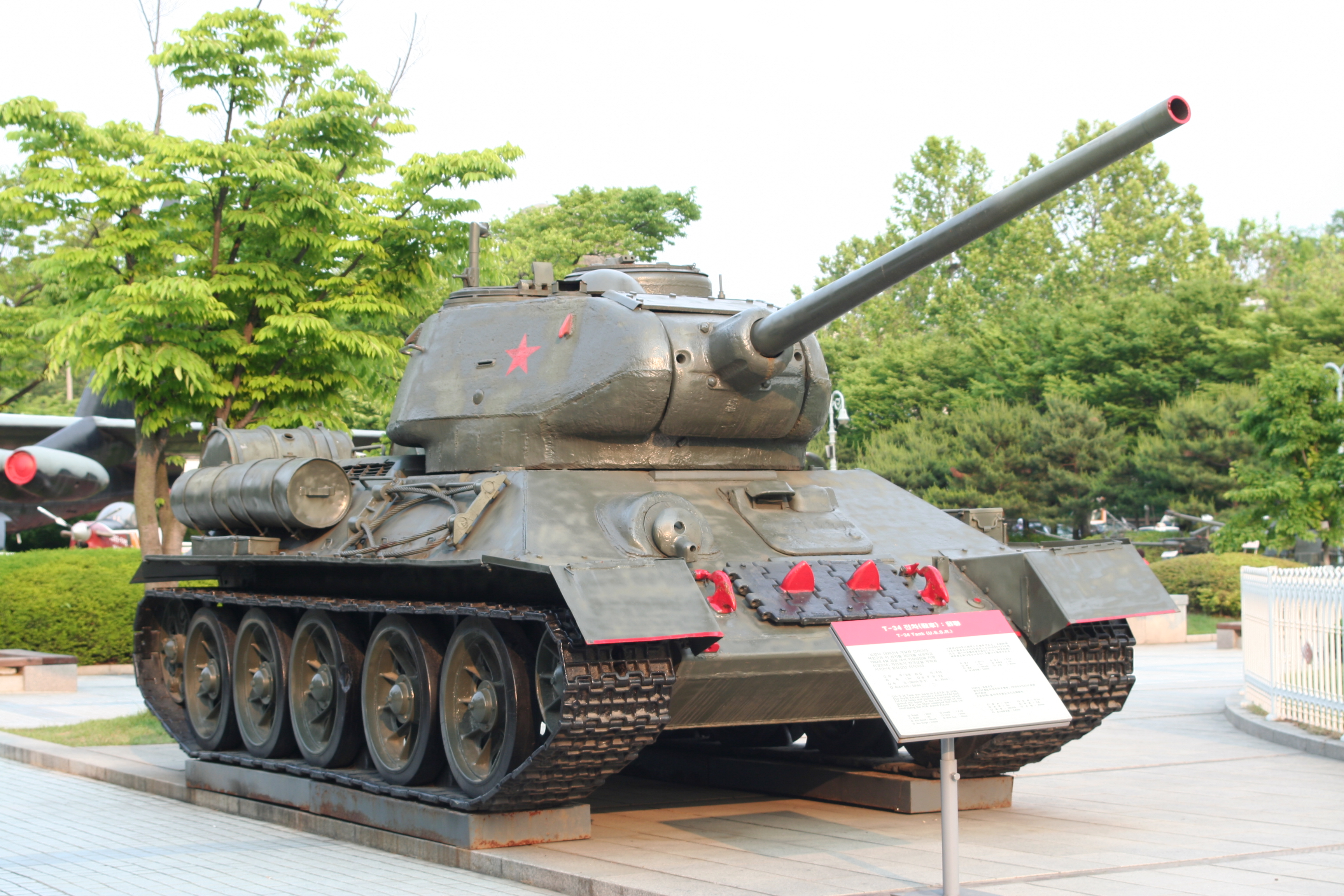
Un carro armato T-34 nordcoreano

Intorno alle 7:30 del 5 luglio, gli uomini della Task Force Smith avvistarono una colonna di otto carri armati T-34/85 nordcoreani, facenti parte della 107th Tank Regiment, del North Korean 105th Armored Division diretti a sud, verso di loro. Le forze armate nordcoreane, partite da Seul, erano alla caccia dell'esercito sudcoreano in ritirata. Alle 8:16 la batteria di artiglieria sparò i primi colpi contro i carri armati avanzanti. I mezzi corazzati, che si trovavano a circa 2 km dalla fanteria, furono colpiti da numerosi proiettili calibro 105, ma che si rivelarono inefficaci. Quando i carri furono a 700 metri, i 75mm recoilless rifles aprirono il fuoco, colpendoli in pieno ma senza danneggiarli. Le forze nordcoreane risposero al fuoco ma, incapaci di localizzare le posizioni americane, i loro colpi caddero senza far danni.
Quando i carri armati raggiunsero la linea della fanteria, il sottotenente Ollie Connor sparò alcuni razzi da 2,36 pollici dalla distanza di 14 m con il suo bazooka; alcuni di questi però non si accesero mentre i restanti che lo fecero colpirono efficacemente il retro dei T-34, dove lo spessore della corazza era minore. Con i proiettili che non riuscivano a penetrare le corazze, i carri armati nordcoreani continuavano la loro avanzata, ignorando il blocco lungo la strada e credendo di trovarsi di fronte dei soldati sudcoreani. Quando giunsero a tiro, l'obice in posizione avanzata (comandato dal caporale Herman V. Critchfield), iniziò a sparare i proiettili HEAT, danneggiando i primi due carri, incendiandone uno; un soldato uscì dal carro in fiamme imbracciando un mitra PPŠ-41 e uccise un soldato americano addetto a una mitragliatrice, prima di essere a sua volta colpito a morte. Il mitragliere fu il primo soldato americano caduto nella guerra di Corea: in seguito fu identificato, erroneamente, come Kenneth R. Shadrick. L'obice, terminati i proiettili HEAT, iniziò a sparare proiettili esplosivi prima di essere colpito e distrutto dal terzo T-34. Gli altri carri intanto, continuavano la loro avanzata, ignorando il fuoco degli obici in posizione arretrata e dei bazooka americani, anche se un T-34 fu immobilizzato dopo che ne furono colpiti i cingoli da un proiettile da 105 mm. I cavi di comunicazione americani venivano intanto tranciati dai carri avanzanti, aumentando la confusione tra le forze di fanteria e di artiglieria. Il tenente colonnello Perry rimase ferito a una gamba dal fuoco nemico, mentre intimava all'equipaggio di un carro bloccato di arrendersi; i suoi artiglieri continuavano a far fuoco ma gli effetti erano nulli.

Nel frattempo, una seconda colonna di 25 T-34 si stava avvicinando alla task force. Questi carri armati avanzavano in gruppi di uno, due o tre senza un'apparente formazione. La batteria di obici riuscì a colpirne uno sui cingoli, immobilizzandolo e ne danneggiò altri tre. Le forze nordcoreane invece, dopo aver distrutto l'obice in posizione avanzata (il numero 6) e ferito uno degli artiglieri, uccisero o ferirono circa altri 20 soldati di fanteria; riuscirono persino a distruggere tutti i veicoli di trasporto posizionati dietro la linea; intanto, uno dei cinque obici rimanenti alla batteria principale venne danneggiato da un colpo ravvicinato. Molti degli artiglieri iniziarono ad abbandonare le loro posizioni ma Perry riuscì a convincere quasi tutti a riprendere i propri posti. Sebbene Smith in seguito affermò che credeva che i proiettili si fossero deteriorati con il tempo, l'inefficienza del bazooka da 2,36 pollici era già stata dimostrata in più occasioni durante la Seconda Guerra Mondiale contro i carri armati nazisti. Era a causa dei tagli all'esercito in tempo di pace che la 24th Infantry Division non ricevette mai i proiettili anticarro M28A2 HEAT per i bazooka M20 da 3,5 pollici, capaci di sconfiggere i carri armati sovietici. Dopo che l'ultimo carro armato oltrepassò le linee, nessuna forza nord coreana fu avvistata per circa un'ora.

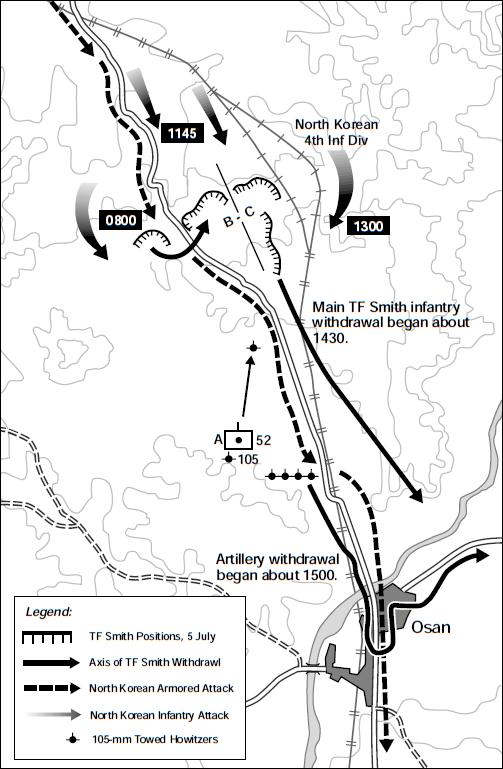
Mappa della Battaglia di Osan

### La colonna di fanteria
Tre ulteriori carri armati furono visti avanzare da nord intorno alle 11:00. Dietro di essi vi era una colonna di autocarri lunga 9,7 km, che trasportava due interi reggimenti: il 16th Infantry Regiment (North Korea) e il 18th Infantry Regiment (North Korea) della North Korean 4th Infantry Division, che contavano circa 5000 uomini sotto il comando del Major General Lee Kwon Mu, che stavano avanzando da Seul. La colonna apparentemente non era in comunicazione con i carri armati che li aveva preceduta, così i soldati non erano a conoscenza della presenza delle forze americane.
Alle 11:45, quando la colonna era avanzata fino a 910 metri dagli americani, Smith diede l'ordine di sparare con qualunque cosa fosse in grado di farlo. I mortai, le mitragliatrici, il fuoco d'artiglieria e di fucileria ruppero la formazione in colonna degli autocarri e ne distrussero alcuni. I tre carri armati si avvicinarono fino a 300 metri dalla task force e aprirono a loro volta il fuoco. Dietro di loro, circa 1000 soldati di fanteria tentarono una manovra nelle risaie ad est della strada per accerchiare le forze americane ma furono respinti. Smith tentò quindi di ordinare un fuoco d'artiglieria sulle forze nordcoreane ma i soldati furono incapaci di riassumere le posizioni alla batteria, quindi credette che il fuoco dei carri armati fosse andato a segno. Dopo 45 minuti, un altro tentativo di accerchiamento si stava sviluppando ad ovest della strada, costringendo il comandante Smith a spostare un plotone dal lato est, inoltre la fanteria americana iniziò a subire i colpi di mortaio e dell'artiglieria nordcoreana.

### Ritiro delle truppe americane
La Task Force Smith fece del suo meglio per mantenere la linea del fronte per ulteriori tre ore ma, alle 14:30 il comandante Smith diede l'ordine di ritirata ai soldati, oramai quasi privi di munizioni e con le comunicazioni tagliate. A questo punto, le forze nordcoreane si stavano muovendo su entrambi i fianchi delle forze americane e addirittura verso la parte posteriore della loro formazione. Smith ordinò una ritirata ordinata, un'unità per volta, consentendo di essere coperta dalle altre: la compagnia C arretrò, seguita dal personale medico, dal centro di comando e, per ultima, dalla compagnia B. Purtroppo però il 2º Plotone della compagnia B non ricevette l'ordine di ritirata: quando gli uomini si resero conto di essere soli, era troppo tardi per ritirarsi ordinatamente e non era possibile spostare i feriti abbastanza velocemente; furono quindi costretti a abbandonare quasi tutto l'equipaggiamento che fu così catturato dalle forze nord coreane. La maggior parte dei superstiti furono in grado di sfuggire alla cattura ma alcuni soldati statunitensi feriti sulle barelle rimasero indietro, insieme a un medico; i primi furono poi ritrovati morti mentre del medico non si ebbero più notizie. Successivamente, un ufficiale nord coreano raccontò allo storico John Toland che i soldati americani erano "troppo terrorizzati per combattere".

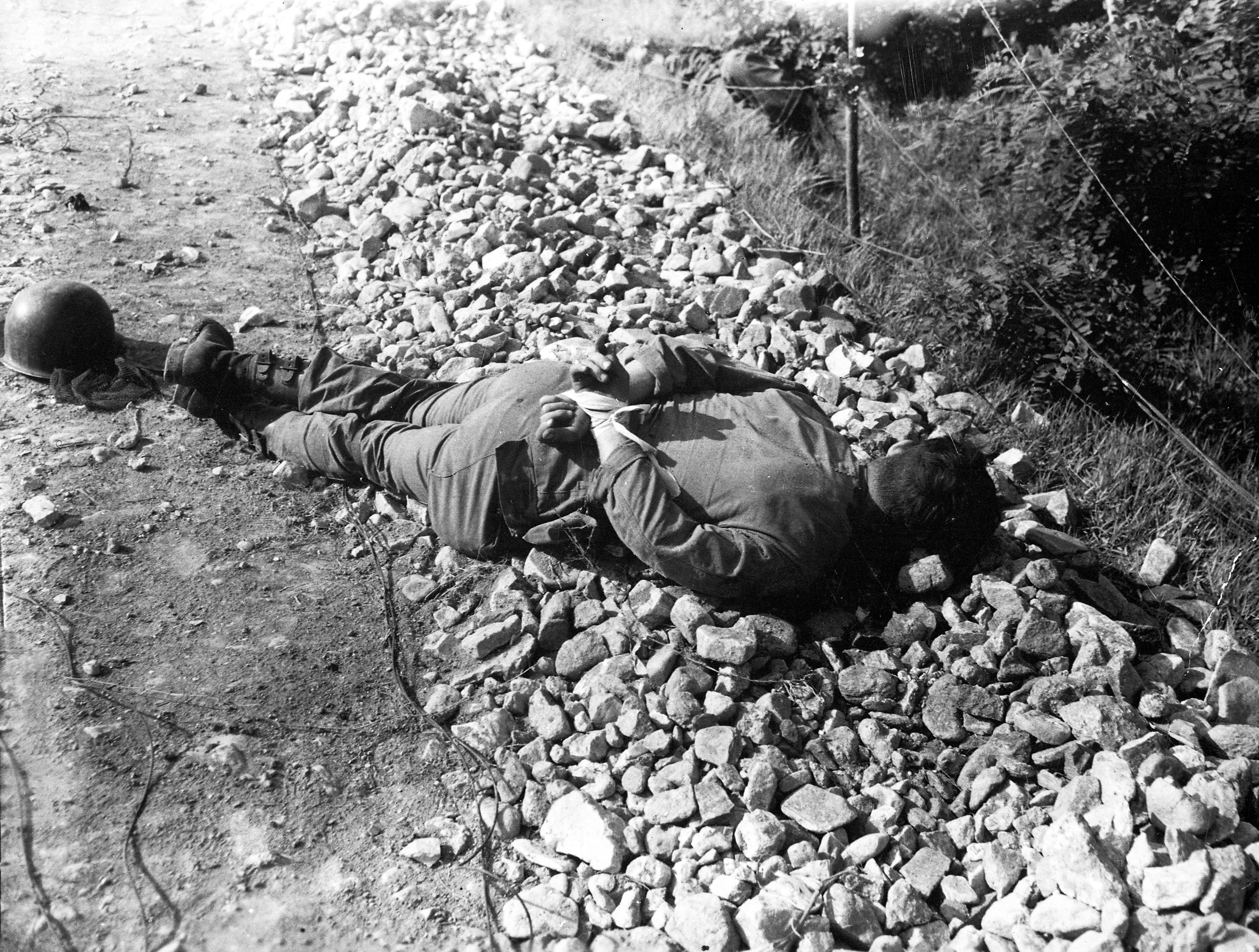
Soldato del 21st Infantry Regiment, 24th Division, catturato e ucciso dalle forze nord coreane, 1950

La ritirata ben presto si trasformò in una rotta disordinata. La Task Force Smith subì le perdite maggiori durante questa fase, in quanto i soldati erano maggiormente esposti al fuoco nemico. I superstiti riuscirono a raggiungere la posizione della batteria dell'artiglieria. Gli artiglieri sabotarono i 5 obici restanti rimuovendo gli organi di mira e gli otturatori e da lì si ritirarono ordinatamente a piedi con il resto delle truppe verso la periferia nord di Osan, dove si trovavano molti veicoli da trasporto ancora intatti. I mezzi, non toccati dal fuoco nordcoreano, partirono per raggiungere Pyongtaek e Cheonan, raccogliendo gli sbandati lungo il tragitto, aggiungendo delle unità alla 24th Infantry Division che aveva stabilito una seconda linea difensiva.
Duecentocinquanta soldati della Task Force Smith riuscirono a tornare alle linee americane prima del calar della notte, mentre 150 risultavano uccisi, feriti o dispersi. La maggior parte degli sbandati raggiunsero le linee amiche nei giorni seguenti; l'ultimo, un soldato del 2º Plotone della Compagnia B, raggiunse Chonan 5 giorni dopo, appena 30 minuti prima delle forze nordcoreane. Al conteggio iniziale, la Task Force Smith subì 20 morti sul campo, 130 feriti in azione o dispersi in azione, e circa 36 catturati. Al termine della guerra, i numeri furono rivisti a 60 morti, 21 feriti e 82 catturati, 32 dei quali morti durante la prigionia; questi numeri ammontavano al 40% della task force. Le truppe americane successivamente, durante l'avanzata a nord mediante la controffensiva di Pusan scoprirono numerose tombe poco profonde con i resti dei soldati della 24th Infantry Division: tutti furono uccisi con un proiettile alla nuca, con le mani legate dietro la schiena con un cavo. Le perdite nordcoreane ammontavano approssimativamente a 42 morti e 85 feriti, 4 carri armati distrutti o immobilizzati. L'avanzata nord coreana fu ritardata di circa sette ore.

## Conseguenze

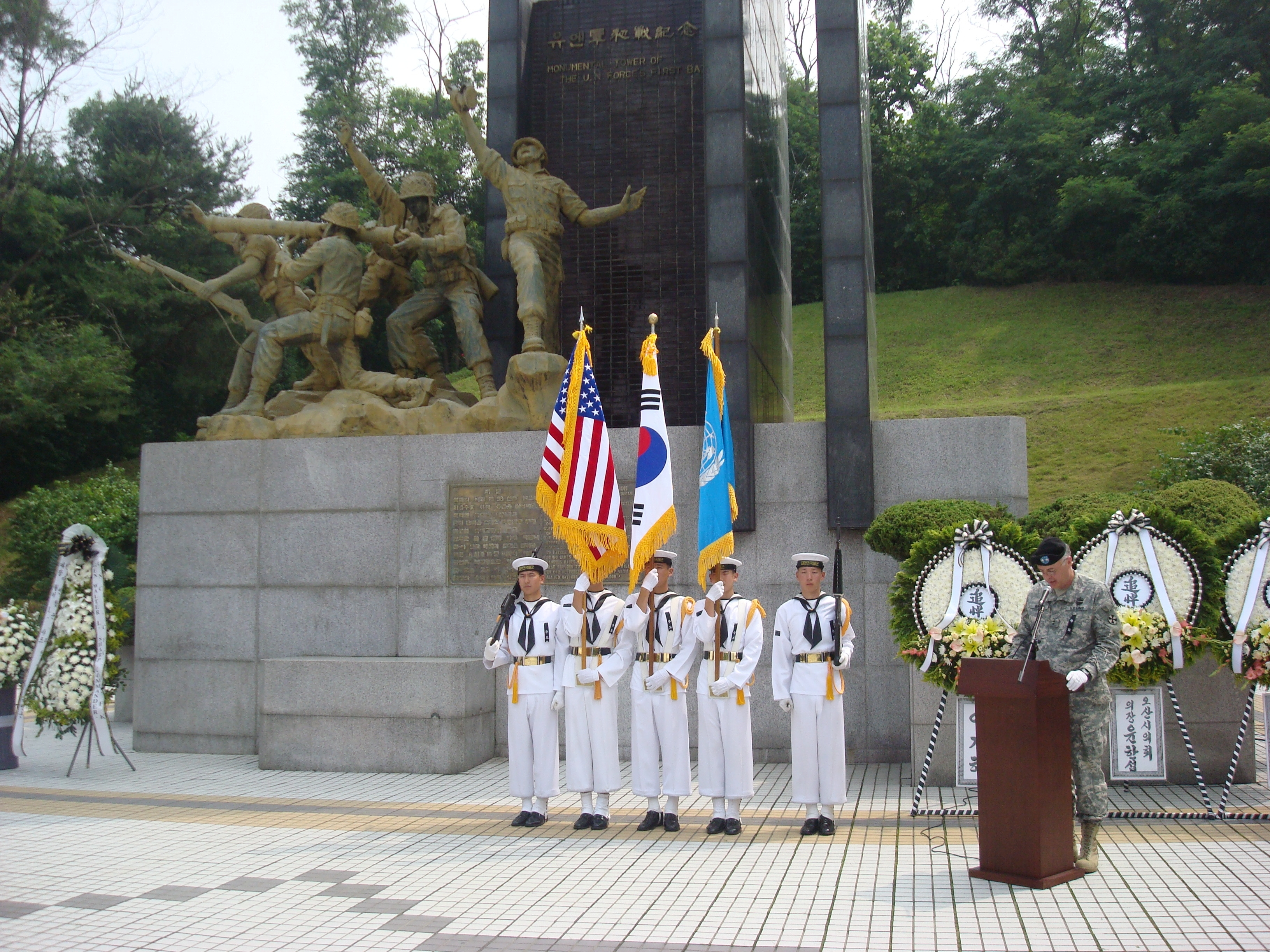
Picchetto d'onore di marinai sud coreani al monumento in onore alla Task Force Smith a Osan

La Battaglia di Osan fu la prima battaglia combattuta dall'esercito americano sulla terra ferma della Guerra di Corea. Lo scontro mostrò come le forze americane fossero deboli e del tutto impreparate per il conflitto: l'equipaggiamento obsoleto per contrastare i mezzi nord coreani e i soldati, con poco addestramento e senza esperienze di combattimento, non potevano reggere il confronto con i soldati meglio addestrati della Corea del Nord, sebbene la differenza del numero dei soldati in campo abbia avuto il suo peso nell'esito di questa e successive battaglie. Le truppe americane si rivelarono indisciplinate nell'abbandonare prematuramente le loro posizioni, lasciando indietro equipaggiamento e compagni feriti che furono catturati dal nemico. Smith dichiarò di aver mantenuto troppo a lungo la sua posizione, consentendo le manovre ai fianchi dei nord coreani, che causò le pesanti perdite durante la ritirata. Queste debolezze emersero anche in altri scontri nel mese successivo, con le forze nord coreane che continuavano a spingere quelle statunitensi sempre più a sud.
Sebbene fu una sconfitta tattica, la Task Force Smith riuscì nella sua missione di ritardare l'avanzata delle forze nord coreane di parecchie ore. Durante la battaglia il 34th Infantry Regiment ,della 24th Infantry Division, fu in grado di raggiungere Pyeongtaek, 24 km più a sud dove tuttavia subì una sconfitta simile nella Battaglia di Pyongtaek. Per tutto il mese successivo la 24th Infantry Division fu impegnata in numerosi scontri, sempre per ritardare l'avanzata nordcoreana, ma con risultati simili alla Battaglia di Osan: dopo una settimana, infatti fu spinta fino a Taejon dove fu nuovamente sconfitta nella Battaglia di Taejon. Le forze nordcoreane, in superiorità numerica rispetto a quelle statunitensi, riuscirono a spingere l'Eighth Army fino a Pusan, dove si svolse la Battle of the Pusan Perimeter che culminò con la sconfitta della Corea del Nord da parte delle forze delle Nazioni Unite.
Tre mesi dopo, il 19 settembre, Osan fu il luogo dove le forze americane e delle Nazioni Unite sotto il comando della Eighth Army avanzando da sud, incontrarono le forze del X Corps, avanzanti da nord, dopo aver recentemente sorpreso le forze nord coreane con la Battaglia di Inchon; una volta riunitesi, iniziarono un'offensiva spingendo i nordcoreani indietro, terminando con una sconfitta completa dell'esercito della Corea del Nord.
Negli anni successivi alla Guerra di Corea, l'esercito degli Stati Uniti impiegò le aree in Giappone dove la Task Force Smith fu addestrata come luogo di memoria. Un monumento alla Task Force Smith fu eretto sul campo di battaglia di Osan, dove annualmente viene celebrato l'anniversario dello scontro, ufficiato dell'Eighth Army, che ancora oggi ha il proprio quartier generale in Corea del Sud. Il 16 luglio 2010, sessant'anni dopo la Battaglia di Osan, i comandanti dell'Eighth Army, insieme a personalità pubbliche di Osan, tennero una cerimonia descrivendo lo scontro come "i primi colpi di una guerra tra ideologie che esistono ancora oggi".